# 3-二甲氨基丙烯腈
3-二甲氨基丙烯腈是一种有机化合物，化学式为C5H8N2。它可由二甲胺和3-氯丙烯腈反应制得：
它和2-羟基苯甲醛在对甲苯磺酸存在下于甲苯中反应，可以得到2-二甲氨基-2H-1-苯并吡喃-3-甲腈。